# Sven Ingebrand
Sven Georg Ingebrand, född 24 augusti 1920 i Erikstads församling, Älvsborgs län, död 13 juli 2004 i Norrstrands församling, Värmlands län, var en svensk biskop och teolog. Han var far till Göran Ingebrand. 

## Biografi
Ingebrand var tf kyrkoherde i Gåsborns församling i Värmland 1953-1960. År 1965-70 var han föreståndare för den teologiska avdelningen inom Lutherska världsförbundets svenska sektion. Han var domprost i Linköpings domkyrkoförsamling 1970-76 och slutligen biskop i Karlstads stift 1976-1986.
Ingebrand blev 1964 sekreterare i biskopsmötets bibelkommission. Han disputerade i dogmatik vid Uppsala universitet 1964 med avhandlingen Olavus Petris reformatoriska åskådning och var därefter docent där i samma ämne 1964-70.